# S/2014 (130) 1
S/2014 (130) 1 — естественный спутник астероида (130) Электра. Его изображение было впервые получено исследовательской группой под руководством Бин Яня (Bin Yang) при помощи адаптивно-оптического инструмента SPHERE, установленного на Основном телескопе 3 в составе Очень большого телескопа (ESO) на горе Серро-Параналь (Чили), во время наблюдений, проведённых с 6 по 9 декабря 2014 года. Это вторая по счёту «луна», открытая у астероида (130) Электра.
Эта луна Электры имеет поперечник около 2 километров и обращается по вытянутой орбите на расстоянии около 500 км от астероида. Период обращения — 1,256±0,003 дня.